# Hermann Günther Grassmann
Hermann Günther Grassmann (tudi Graßmann), nemški polihistor, fizik in neohumanist, * 15. april, 1809, Szczecin (nemško Stettin), † 26. september 1877, Szczecin.

## Življenje
Grassmann je bil tretji izmed 12 otrok v družini. Njegov oče je poučeval matematiko in fiziko na gimnaziji v Szcecinu, kjer se je Hermann tudi šolal. Pozneje je študiral teologijo na Univerzi v Berlinu. Verjetno se v tem času ni izobraževal tudi v matematiki in fiziki. Po končanem študiju v Berlinu se je vrnil v Szcecin, kjer je opravil izpite, da je lahko poučeval matematiko, fiziko, kemijo in mineralogijo.  

## Delo kot matematik
Postavil je osnove vektorskemu in tenzorskemu računu. Prvi je definiral zunanji produkt, ki ga je sam imenoval kombinatorični produkt. Ta produkt je postal eden izmed osnovnih operacij v algebri, ki jo danes imenujemo zunanja algebra. V letu 1878 je angleški matematik William Kingdon Clifford (1845 – 1879) povezal njegovo zunanjo algebro s kvaternioni, ki jih je odkril irski fizik, astronom in matematik William Rowan Hamilton (1805 – 1865). Delo je bilo za tiste čase revolucionarno. Uporabil ga je za tezo v svoji doktorski dizertaciji, toda matematik in astronom August Ferdinand  Möbius (1790 – 1868) je ni imel časa pregledati in jo je posredoval matematiku Ernstu Kummerju, ki pa jo je zavrnil brez temeljitega pregleda. Naslednjih 10 let je Grassmann izpopolnjeval svojo teorijo.
V letu 1853 je Grassmann objavil teorijo o mešanju barv. Danes se še vedno uporablja in se imenuje Grassmanov zakon. V svojih delih se je ukvarjal tudi s kristalografijo, elektromagnetizmom in mehaniko.

## Delo kot lingvist
Razočaran, ker nihče ni opazil njegovega velikega dela v matematiki, se je pričel ukvarjati z jezikoslovjem. Pisal je knjige s področja nemške slovnice, zbiral je ljudske pesmi in se učil sanskrta. Prevedel je starodavno indijsko sveto zbirko hvalnic Rigvedo. Odkril je tudi zvočno pravilo, ki se danes imenuje Grassmannov zakon.